# 日曜ソリトン 夢ときどき晴れ!
日曜日ソリトン 夢ときどき晴れ!（にちようソリトン ゆめときどきはれ）は、1995年4月9日から1996年3月17日までNHK教育テレビで放送されていたテレビ番組である。

## 概要
『ソリトンシリーズ』の1995年度の日曜日番組。夢の実現向けて努力する20代の若者の姿をドキュメンタリーで紹介し、スタジオでは主人公と同世代の若者がトークを繰り広げる。

## 放送時間
- 日曜日 23:00 - 23:45／土曜日 14:00 - 14:45

## 司会
- 木根尚登
- 久保恵子
- 八木田麻衣

## テーマ曲
- 木根尚登「風 太陽 海」

## 放送リスト
| タイトル                                                       | 放送日         |
| -------------------------------------------------------------- | -------------- |
| 恋人はイルカ!夢を追って南の島へ                                | 1995年4月9日   |
| TOKYO初体験マップ                                              | 1995年4月16日  |
| 就職難をぶっとばせ!                                            | 1995年4月23日  |
| 華麗にウォーク!めざせトップモデル東コレの舞台裏                | 1995年4月30日  |
| TMNに続け!バンド売り出し大作戦                                 | 1995年5月7日   |
| 廃部寸前!?サークル危機脱出泥沼作戦                             | 1995年5月14日  |
| 東洋医学のツボに迫れはり・きゅうに賭ける青春                   | 1995年5月21日  |
| アクセル全開400M!ドラッグレース・一瞬のロマンスにかける        | 1995年5月28日  |
| 1勝にかけろ!女性きゅう務員奮戦記地方競馬レース大予想!          | 1995年6月4日   |
| 旬を生かせ!包丁1本青春勝負究極の和風弁当?                      | 1995年6月11日  |
| 未来派仕事人!新2足のわらじのすすめ 史上最強の証券マン?         | 1995年6月18日  |
| 対決・ターンテーブルの魔術師                                   | 1995年6月25日  |
| ピカソを超えろ!現代アートバトルロイヤル                        | 1995年7月2日   |
| いつかリングに咲いてやる!女子プロレス新人修行日記              | 1995年7月9日   |
| 旅の極意教えます!夏休み旅行ライターの旅                        | 1995年7月16日  |
| 恋文を読む女たち・朗読劇＂終わりのない手紙＂戦時下の愛が今蘇る | 1995年8月27日  |
| お笑いニューフェイス奮戦中!お嬢様の挑戦                        | 1995年9月3日   |
| ソーラーカー手作り奮戦記                                       | 1995年9月10日  |
| ジャパニーズドリーム 海外で成功する秘策はこれだ!               | 1995年9月17日  |
| 跳べ!マイドッグ フライングディスク                             | 1995年9月24日  |
| 冒険野郎チャレンジコンペ                                       | 1995年10月1日  |
| 理科系がんばれ!自家製ロボット向上計画                          | 1995年10月8日  |
| 完全就農マニュアルめざせ未来派ファーマー君も経営者だ!          | 1995年10月15日 |
| トーキョー・カメラ・ガール                                     | 1995年10月22日 |
| ヘア&メイク・キレイはおまかせ魅せますヘアライブ!               | 1995年10月29日 |
| めざせ!チンドンキング                                          | 1995年11月5日  |
| 私は眠らない街の仕事人!                                        | 1995年11月12日 |
| 風にのれグライダー・大空にアクロバット                         | 1995年11月19日 |
| めざせ!史上最強の公務員 秋田市役所ラグビー部                   | 1995年11月26日 |
| 猫は私のパートナー                                             | 1995年12月3日  |
| クイズは永遠に不滅です!                                        | 1995年12月10日 |
| 映画”出発”・メイキング日記                                     | 1995年12月17日 |
| 初夢スペシャルあの輝きをもう一度                               | 1996年1月7日   |
| 広島・ダンス天国!                                              | 1996年1月14日  |
| 傘を回せ!笛を立てろ!太神楽ボーイズの熱い冬                     | 1996年1月21日  |
| 神戸・春・出発 若者ボランティアは今                            | 1996年1月28日  |
| 手作りファッション世界化計画                                   | 1996年2月4日   |
| 激走!一瞬の冬 ボブスレー札幌の陣                               | 1996年2月11日  |
| 憧れのコクピット エアラインパイロットへの道                    | 1996年2月18日  |
| 最速の瞬間を求めて・全日本ライダー四国からの挑戦               | 1996年2月25日  |
| 岩壁が呼んでいる                                               | 1996年3月3日   |
| 売り出し中!若手アーティスト                                    | 1996年3月10日  |
| 木根尚登ライブスペシャル・司会者3人の出発（たびだち）          | 1996年3月17日  |